# Polymnia cossatotensis
Polymnia cossatotensis là một loài thực vật có hoa trong họ Cúc. Loài này được Pittman & V.M.Bates miêu tả khoa học đầu tiên năm 1989.